# Списак риба у Јадранском мору
Следи списак риба Јадранског мора по азбучном реду
|  |  |  |  |  |  |  |  |  |  |  |  |  |  |  |  |  |  |  |  |  |  |  |  |  |  |  |  |  |  |

## А
- Афричка полетуша (лат. Parexocoetus mento) – Фамилија:
- Афрички косторог (лат. Stephanolepis diaspros) – Фамилија:
- Арбун (лат. Pagellus erythrinus) – Фамилија:
- Атлантски усник (лат. Melanostigma atlanticum) – Фамилија:

## Б
- Бабица бабарога (лат. Parablennius tentacularis) – Фамилија:
- Бабица балавица (лат. Parablennius sanguinolentus) – Фамилија:
- Бабица буљоока (лат. Lipophrys trigloides) – Фамилија:
- Бабица црноглава (лат. Lipophrys nigriceps) – Фамилија:
- Бабица дубинска (лат. Blennius ocellaris) – Фамилија:
- Бабица јадранска (лат. Lipophrys adriaticus) – Фамилија:
- Бабица јеленка (лат. Parablennius zvonimiri) – Фамилија:
- Бабица јеленка бледица (лат. Parablennius incognitus) – Фамилија:
- Бабица кокошица (лат. Aidablennius sphynx) – Фамилија:
- Бабица кукмашица (лат. Lipophrys pavo) – Фамилија:
- Бабица пењачица (лат. Coryphoblennius galerita) – Фамилија:
- Бабица пругаста (лат. Parablennius rouxi) – Фамилија:
- Бабица рупичарка (лат. Lipophrys dalmatinus) – Фамилија:
- Бабица зебрица (лат. Lipophrys basiliscus) – Фамилија:
- Бабица жутообразна (лат. Lipophrys canevai) – Фамилија:
- Баракуда – Фамилија:
- Баракуда носата (лат. Notolepis rissoi) – Фамилија:
- Баракуда дугачка (лат. Paralepis coregonoides) – Фамилија:
- Баракуда танка (лат. Paralepis speciosa) – Фамилија:
- Барбун блатар – Фамилија:
- Барбун камењар – Фамилија: Mullidae
- Батоглавац (лат. Pagellus acarne) – Фамилија:
- Белотијев гујоч – Фамилија:
- Бежмек (лат. Uranoscopus scaber) – Фамилија:
- Бисеран – Фамилија:
- Бодеч црвени, шкрпиница Scorpaena notata}}) – Фамилија:
- Бодеч мали (лат. Scorpaena loppei) – Фамилија:
- Бодечњак (лат. Scorpaena maderensis) – Фамилија:
- Бодечњак велики – Фамилија:
- Бодљикава мраморна риба (лат. Siganus rivulatus) – Фамилија:
- Бранцин (лат. Dicentrarchus labrax) – Фамилија:
- Бранцин сиви (лат. Dicentrarchus punctatus) – Фамилија:
- Брфун (лат. Atherina boyeri) – Фамилија:
- Буцањ мали (лат. Ranzania laevis) – Фамилија: Molidae
- Буцањ велики – Фамилија:
- Буква (лат. Boops boops) – Фамилија:
- Бутор (лат. Galeorhinus galeus) – Фамилија:

## В
- Велеокан црни (лат. Epigonus telescopus)
- Велеокан смеђи (лат. Epigonus denticulatus)
- Величанствена иглица
- Владика арбанашка (лат. Thalasoma pavo)
- Волоња (лат. Heptranchias perlo)
- Врана (лат. Labrus merula)

## Г
- Гавица (лат. Atherina hepsetus) – Фамилија:
- Гира атлантска (лат. Centracanthus cirrus) – Фамилија:
- Гира облица (лат. Spicara smaris) – Фамилија:
- Гира оштруља (лат. Spicara flexuosa) – Фамилија:
- Гујоч (лат. Gobius roulei) – Фамилија:
- Гујоч бијелац (лат. Gobius fallax) – Фамилија:
- Гујоч бјелаш (лат. Gobius geniporus) – Фамилија:
- Гујоч бјелчић (лат. Gobius bucchichi) – Фамилија:
- Гујоч блатар – Фамилија:
- Гујоч црнац (лат. Didogobius schlieweni) – Фамилија: e
- Гујоч четрипјег (лат. Deltentosteus quadrimaculatus) – Фамилија:
- Гујоч кристални (лат. Crystallogobius linearis) – Фамилија:
- Гујоч крвоуст (лат. Gobius cruentatus) – Фамилија:
- Гујоч леопард (лат. Thorogobius ephippiatus) – Фамилија:
- Гујоч мрки (лат. Gobius paganellus) – Фамилија:
- Гујоч плочар (лат. Gobius cobitis) – Фамилија:
- Гујоч плоштац (лат. Chromogobius quadrivittatus) – Фамилија:
- Гујоч травар (лат. Zosterisessor ophiocephalus) – Фамилија:
- Гујоч витки (лат. Gobius strictus) – Фамилија:
- Гујоч златар – Фамилија:
- Гујоч жути (лат. Gobius auratus) – Фамилија:
- Гујочић балеарски (лат. Odondebuenia balearica) – Фамилија:
- Гујочић Батијев (лат. Pomatoschistus bathi) – Фамилија: e
- Гујочић црнобок (лат. Gobius vittatus) – Фамилија:
- Гујочић црнотрус (лат. Pomatoschistus canestrinii) – Фамилија: e
- Гујочић црнотрус мали (лат. Pomatoschistus minutus) – Фамилија:
- Гујочић црвени (лат. Millerigobius macrocephalus) – Фамилија:
- Гујочић двоточкић (лат. Pomatoschistus pictus) – Фамилија:
- Гујочић каљужар (лат. Pomatoschistus marmoratus) – Фамилија:
- Гујочић камењар – Фамилија:
- Гујочић кавкаски (лат. Knipowitschia caucasica) – Фамилија:
- Гујочић Кнеров (лат. Pomatoschistus knerii) – Фамилија:
- Гујочић корчулански (лат. Corcyrogobius liechtensteini) – Фамилија:
- Гујочић мрешкан (лат. Buenia affinis) – Фамилија:
- Гујочић од гроте (лат. Speleogobius trigloides) – Фамилија:
- Гујочић пелагични (лат. Pseudaphya ferreri) – Фамилија:
- Гујочић репаш (лат. Lesueurigobius suerii) – Фамилија: e
- Гујочић шарган (лат. Zebrus zebrus) – Фамилија:
- Гујочић шиљоглав (лат. Pomatoschistus quagga) – Фамилија:
- Гујочић велељускаш (лат. Lesueurigobius friesii) – Фамилија:
- Гујочић велељускаш трећоперац (лат. Thorogobius macrolepis) – Фамилија:
- Гујочић водењак (лат. Knipowitschia panizzae) – Фамилија:
- Гујочић зубан (лат. Deltentosteus colonianus) – Фамилија:
- Главоња (лат. Hexanchus griseus) – Фамилија:
- Главоперчић (лат. Clinitrachus argentatus) – Фамилија:
- Гоф – Фамилија:
- Голуб (лат. Myliobatis aquila) – Фамилија:
- Голуб ћукан (лат. Pteromylaeus bovinus) – Фамилија:
- Голуб ухан (лат. Mobula mobular) – Фамилија:
- Грбави чизмар (лат. Alectis alexandrinus) – Фамилија:
- Грбоглавка (лат. Brama brama) – Фамилија:
- Грдоба (лат. Lophius piscatorius) – Фамилија:
- Грдоба жута (лат. Lophius budegassa) – Фамилија:
- Гуилетијев гујоч – Фамилија:
- Гуштер (лат. Synodus saurus) – Фамилија:
- Гуштеран (лат. Diaphus rafinesquei) – Фамилија:
- Гуштеран батоглави – Фамилија:
- Гуштеран репати (лат. Notoscopelus (notoscopelus) elongatus) – Фамилија:
- Гуштеран рогоок (лат. Ceratoscopelus maderensis) – Фамилија:
- Гуштеран мали (лат. Lampanyctus pusillus) – Фамилија:
- Гуштеран шиљоглави – Фамилија:
- Гуштеран тупан (лат. Lobianchia gemellarii) – Фамилија:
- Гуштеран тупоглав (лат. Lobianchia dofleini) – Фамилија:

## Д
- Доллфусијев гујоч – Фамилија:
- Дрхтуља мраморна (лат. Torpedo marmorata) – Фамилија:
- Дрхтуља љубичаста – Фамилија:
- Дрхтуља обична (лат. Torpedo (torpedo) torpedo) – Фамилија:
- Дрковна (лат. Dalatias licha) – Фамилија:
- Дрозак, Лабра (лат. Labrus viridis) – Фамилија:
- Дугоноска (лат. Symphodus (symphodus) rostratus) – Фамилија:
- Дугорепи риљаш (лат. Trachyrincus scabrus) – Фамилија:

## Ж
- Жабоглав бисеран – Фамилија:
- Жабоглав буљоок (лат. Hygophum benoiti) – Фамилија:
- Жабоглав окан (лат. Benthosema glaciale) – Фамилија:
- Жабоглав сићушни (лат. Hygophum hygomii) – Фамилија:
- Жабоглав тупоглави – Фамилија:
- Жабоглав виткорепи (лат. Gonichthys coccoi) – Фамилија:
- Жабоглав здепан (лат. Electrona rissoi) – Фамилија:
- Жутоусна баракуда – Фамилија:
- Жутуга (лат. Dasyatis pastinaca) – Фамилија:
- Жутуга драчорепа (лат. Dasyatis centroura) – Фамилија:
- Жутуга љубичаста – Фамилија:

## З
- Здур шиљоглавац
- Здур тупоглавац
- Зеленочица (лат. Chlorophthalmus agassizii)
- Змија црноноска
- Змија дугоноска
- Змија гушавица (лат. Dalophis imberbis)
- Змија риђоглава (лат. Ophichthus rufus)
- Змија зубуша
- Змијичњак репаш
- Змијичњак сабљаш (лат. Trichiurus lepturus)
- Змијозуб (лат. Stomias boa)
- Зубатац румени (лат. Dentex (polysteganus) macrophthalmus)
- Зубатац (лат. Dentex (dentex) dentex)
- Зубатац крунаш (лат. Dentex (cheimerius) gibbosus)
- Звездоок (лат. Hoplostethus mediterraneus)

## И
- Иглан (лат. Tetrapturus belone)– Фамилија:
- Иглица (лат. Belone belone)– Фамилија:
- Иглозуб (лат. Chauliodus sloani)– Фамилија:
- Инчун (лат. Engraulis encrasicolus)– Фамилија:
- Истарски гујоч (лат. Didogobius splechtnai)– Фамилија:
- Иверак (лат. Platichthys flesus)– Фамилија:
- Иверак златопегасти (лат. Pleuronectes platessa)– Фамилија:

## Ј
- Јесетра атлантска
- Јадранска јесетра (лат. Acipenser naccarii)
- Јајак (лат. Ichthyococcus ovatus)
- Јарам (лат. Sphyrna zygaena)
- Јарам мрки (лат. Sphyrna tudes)
- Једроглавка (лат. Lophotus lacepedei)
- Јегуља (лат. Anguilla anguilla)
- Јера
- Језичац црнац

## К
- Кантор (лат. Spondyliosoma cantharus)
- Кањац (лат. Serranus cabrilla)
- Кавала (лат. Sciaena umbra)
- Кардинал (лат. Apogon imberbis)
- Керња (лат. Epinephelus marginatus)
- Керња бела
- Керња главата (лат. Polyprion americanus)
- Керња златаста (лат. Epinephelus alexandrinus)
- Керња зубуша
- Клинка (лат. Raja oxyrinchus)
- Кљунчица (лат. Capros aper)
- Кнез
- Кокот барјактар
- Кокот бели (лат. Aspitrigla cuculus)
- Кокот летач (лат. Dactylopterus volitans)
- Кокот сивац (лат. Eutrigla gurnardus)
- Кокотић (лат. Lepidotrigla dieuzeidei)
- Кокотић оштруљић (лат. Lepidotrigla cavillone)
- Коломбатовићев главоч (лат. Gobius kolombatovici)
- Кољушка (лат. Gasterosteus aculeatus aculeatus)
- Кољушка обична (лат. Gasterosteus aculeatus)
- Копљозуб (лат. Evermannella balboi)
- Кораф (лат. Umbrina cirrosa)
- Косирица (лат. Symphodus (crenilabrus) roissali)
- Косирица месечица (лат. Symphodus (crenilabrus) melops)
- Костељ (лат. Squalus acanthias)
- Костељ мали (лат. Squalus blainvillei)
- Костељ црнац
- Костељ дубинац (лат. Centrophorus granulosus)
- Косторог (лат. Balistes carolinensis)
- Кучак (лат. Isurus oxyrinchus)
- Кучина (лат. Lamna nasus)

## Л
- Лампуга (лат. Coryphaena hippurus)
- Ластавица балавица
- Ластавица главуља (лат. Trigloporus lastoviza)
- Ластавица прасица (лат. Trigla lyra)
- Лептирица (лат. Gymnura altavela)
- Лист
- Лист брадавичар (лат. Pegusa lascaris)
- Лист брадавичар маљаш (лат. Solea lascaris)
- Лист црноруби (лат. Solea kleinii)
- Лист египатски (лат. Solea aegyptica)
- Лист храпавац (лат. Monochirus hispidus)
- Лист јадрански
- Лист носати (лат. Solea nasuta)
- Лист пегави (лат. Microchirus ocellatus)
- Лист пикњавац (лат. Buglossidium luteum)
- Лист пругавац
- Листић белац (лат. Symphurus nigrescens)
- Лојка (лат. Alosa alosa)
- Лојка јадранска
- Лумбрак (лат. Symphodus (crenilabrus) tinca)

## Љ
- Љускотрн (лат. Ruvettus pretiosus)

## М
- Мач сребрњак
- Мачинац црвени велики
- Мачинац црвени
- Мачка бљедица (лат. Scyliorhinus canicula)
- Мачка црноуста (лат. Pristiurus melanostomus)
- Мачка мрка
- Мањић морски (лат. Molva dypterygia dypterygia)
- Мартинка (лат. Symphodus (crenilabrus) ocellatus)
- Матуличић (лат. Apogon (apogon) imberbis)
- Матуљић (лат. Callanthias ruber)
- Медитеранска паук риба (лат. Bathypterois dubius)
- Медитеранска табињка (лат. Lepidion lepidion)
- Медитерански дугорепац рилаш (лат. Caelorinchus mediterraneus)
- Миш
- Миш бодљаш
- Мишић (лат. Callionymus lyra)
- Мишић црнопегац (лат. Callionymus maculatus)
- Мишић дубински (лат. Synchiropus phaeton)
- Мишић попрсканац Callionymus risso}})
- Мишић репаш
- Мишић седлопруг (лат. Callionymus fasciatus)
- Млеч ружични (лат. Aphia minuta)
- Модрак (лат. Spicara maena)
- Модруљ (лат. Prionace glauca)
- Морска пастрмка (лат. Salmo trutta trutta)
- Морски коњић
- Морски коњић
- Морски штакор (лат. Chimaera monstrosa)
- Морски вепар (лат. Plectorhinchus mediterraneus)
- Моруна (лат. Huso huso)
- Мрмор (лат. Lithognathus mormyrus)
- Мурина (лат. Muraena helena)
- Мурина црнка (лат. Gymnothorax unicolor)

## Н
- Наранџасто пегаста керња (лат. Epinephelus coioides)
- Невеста (лат. Lampris guttatus)
- Норвешки гујоч
- Носочица бледа (лат. Cyclothone braueri)
- Носочица мрка

## О
- Обрван (лат. Aphanius fasciatus)
- Орада (лат. Chrysophris aurata)
- Ослић (лат. Merluccius merluccius)
- Оштрозуби морски гуштер (лат. Saurida undosquamis)

## П
- Пагар (лат. Pagrus pagrus)
- Пагар барјактар
- Паламида (лат. Sarda sarda)
- Папалина (лат. Sprattus sprattus)
- Папигача (лат. Sparisoma (euscarus) cretense)
- Пас лисица (лат. Alopias vulpinus)
- Пас људождер (лат. Carcharodon carcharias)
- Пас мекуш
- Пас мекуш
- Пас мекуш
- Пас тупан (лат. Carcharhinus plumbeus)
- Пас звезда (лат. Echinorhinus brucus)
- Пастир батоглавац
- Пастир крилаш (лат. Cubiceps gracilis)
- Пастир шиљоглавац
- Пастирица атлантска
- Пастуга (лат. Acipenser stellatus)
- Патарача (лат. Citharus linguatula)
- Патарача црнопега (лат. Lepidorhombus boscii)
- Патарача оштроноска
- Паткокљунић (лат. Nettastoma melanurum)
- Паук бели (лат. Trachinus draco)
- Паук црни (лат. Trachinus araneus)
- Паук шарац (лат. Trachinus radiatus)
- Паук жути (лат. Echiichthys vipera)
- Пешац љускавац (лат. Acantholabrus palloni)
- Перка (лат. Serranus scriba)
- Пиц мали (лат. Puntazzo puntazzo), Cetti 1777,
- Пиц
- Пилан (лат. Pristis pectinata)
- Пишмољ (лат. Merlangius merlangus)
- Певчић оштроносић (лат. Tripterygion tripteronotus)
- Певчић сићушни (лат. Tripterygion melanurus)
- Певчић жути (лат. Tripterygion delaisi)
- Певчина пученка (лат. Luvarus imperialis)
- Плавица
- Плосната бледица (лат. Arnoglossus laterna)
- Плоснатица барјактарка (лат. Arnoglossus thori)
- Плоснатица крунашица (лат. Arnoglossus imperialis)
- Плоснатица тамна (лат. Arnoglossus kessleri)
- Плоснатица велеока
- Плотица морска (лат. Stromateus fiatola)
- Подланица (лат. Sparus aurata)
- Подујка (лат. Symphodus (crenilabrus) mediterraneus)
- Појас (лат. Regalecus glesne)
- Поклопац космати (лат. Phrynorhombus regius)
- Полетуша медитеранска
- Полетуша атлантска
- Полетуша тропска (лат. Exocoetus volitans)
- Полетуша црна (лат. Hirundichthys rondeletii)
- Полукљуна иглица
- Прасац (лат. Oxynotus centrina)
- Прилепњак скривени (лат. Apletodon incognitus)
- Прилепњак грбоглавац
- Прилепњак камењар (лат. Lepadogaster lepadogaster)
- Прилепњак мали (лат. Opeatogenys gracilis)
- Прилепњак сомчић (лат. Gouania wildenowi)
- Прилепњак велики
- Приљепуша (лат. Remora remora)
- Прилепуша аустралијска (лат. Remora australis)
- Прилепуша голема
- Проскок (лат. Scomberesox saurus)
- Псина голема
- Псина бик змијозуба
- Псина змијозуба

## Р
- Разок (лат. Bothus podas) – Фамилија:
- Ража – Фамилија:
- Ража бела (лат. Raja alba) – Фамилија:
- Ража црнопега (лат. Raja montagui) – Фамилија:
- Ража црножига (лат. Raja polystigma) – Фамилија:
- Ража каменица (лат. Raja clavata) – Фамилија:
- Ража клинка (лат. Raja oxyrinchus) – Фамилија:
- Ража виолина (лат. Raja batis) – Фамилија:
- Ража модропега (лат. Raja miraletus) – Фамилија:
- Ража смеђа (лат. Raja circularis) – Фамилија:
- Ража тупонска (лат. Raja radula) – Фамилија:
- Ража шарака (лат. Raja undulata) – Фамилија:
- Ража звездопегаста (лат. Raja asterias) – Фамилија:
- Ражопас (лат. Rhinobatos rhinobatos) – Фамилија:
- Риба сапунар (лат. Leiognathus klunzingeri) – Фамилија:
- Ромб – Фамилија:
- Румб – Фамилија:
- Румени окан (лат. Pagellus bogaraveo) – Фамилија:

## С
- Сабљан (лат. Xiphias gladius)
- Саопа (лат. Sarpa salpa)
- Сараг (лат. Diplodus sargus)
- Сардела (лат. Sardina pilchardus)
- Сардела велика (лат. Sardinella aurita)
- Секирица (лат. Argyropelecus hemigymnus)
- Склат сиви (лат. Squatina squatina)
- Склат жути (лат. Squatina oculata)
- Скуша (лат. Scomber scombrus)
- Скушац пратиброд (лат. Naucrates ductor)
- Слингурица мрка
- Смоква (лат. Labrus bimaculatus)
- Сребрна плотица (лат. Pampus argenteus)
- Сребрница велеока
- Сребрнопругац (лат. Kyphosus sectator)
- Сребрњак
- Сребрњак окац (лат. Glossanodon leioglossus)
- Српориба сребреница (лат. Zu cristatus)
- Стеинцов гујоч
- Стрела бела
- Стрела модра (лат. Trachinotus ovatus)
- Стрела шарена (лат. Campogramma glaycos)
- Стрелка (лат. Pomatomus saltator)
- Стрморинац трбушасти (лат. Carapus acus)
- Стрморинац витки
- Светличица буцмаста (лат. Vinciguerria poweriae)
- Светличица виткуља (лат. Vinciguerria attenuata)
- Светлогубац (лат. Diaphus metopoclampus)

## Т
- Табиња белица (лат. Phycis blennoides)
- Табиња мрка
- Табињак (лат. Gadella maraldi)
- Табињчица кратка (лат. Cataetyx alleni)
- Табињчић (лат. Bellottia apoda)
- Табињчић бодљаш
- Табињчић црнац
- Танкорепац окац (лат. Hymenocephalus italicus)
- Трбоброшић (лат. Maurolicus muelleri)
- Трбоброшић витки
- Трнобраз (лат. Schedophilus medusophagus)
- Труп
- Труп црнопег
- Труп црнопег
- Туна
- Туна дугокрилац (лат. Thunnus alalunga)
- Туна пругавац
- Тупоусна баракуда (лат. Sphyraena chrysotaenia)
- Турчин (лат. Peristedion cataphractum)

## У
- Угор
- Угор главан (лат. Echelus myrus)
- Угор уснавац (лат. Gnathophis mystax)
- Угор златар (лат. Ariosoma balearicum)
- Угорова мајка мрка
- Угорова мајка печатница (лат. Gaidropsarus vulgaris)
- Угорова мајка зубуша
- Уготица (лат. Trisopterus minutus)
- Уготица печинка (лат. Micromesistius poutassou)
- Уготица сребрнка (лат. Gadiculus argenteus)
- Укљата (лат. Oblada melanura)
- Увијени гујоч

## Ф
- Фратар (лат. Diplodus vulgaris) paridae

## Х
- Хама – Фамилија:
- Хинац црнорепи (лат. Symphodus (crenilabrus) melanocercus) – Фамилија:
- Хинац дугопругац (лат. Symphodus (crenilabrus) doderleini) – Фамилија:
- Хинац сиви (лат. Symphodus (crenilabrus) cinereus) – Фамилија:
- Хуј белац (лат. Ophidion barbatum) – Фамилија:
- Хуј мачинац (лат. Ophidion rochei) – Фамилија:
- Хуј мрки (лат. Parophidion vassali) – Фамилија:
- Хујица голица (лат. Gymnammodytes cicerelus) – Фамилија:

## Ц
- Ципол балавац (лат. Liza ramada) – Фамилија:
- Ципол дугаш (лат. Liza saliens) – Фамилија:
- Ципол главаш (лат. Mugil cephalus) – Фамилија:
- Ципол плуташ (лат. Oedalechilus labeo) – Фамилија:
- Ципол путник (лат. Chelon labrosus) – Фамилија:
- Ципол златар – Фамилија:
- Црнац (лат. Chromis chromis) – Фамилија:
- Црнкиња (лат. Mora moro) – Фамилија:
- Црвојегуљка (лат. Chlopsis bicolor) – Фамилија:

## Ч
- Чаробни паткокљунац (лат. Facciolella oxyrhyncha) – Фамилија:
- Чешљаста керња (лат. Mycteroperca rubra) – Фамилија:
- Четворозупка (лат. Sphoeroides cutaneus) – Фамилија:
- Чучан (лат. Serranus hepatus) – Фамилија:

## Ш
- Шарко црвени
- Шарун (лат. Trachurus trachurus)
- Шарун медитерански
- Шанпјер (лат. Zeus faber)
- Шилце гребенкљуно (лат. Nerophis ophidion)
- Шило
- Шило црнобоко (лат. Syngnathus taenionotus)
- Шило драчаво (лат. Syngnathus phlegon)
- Шило краткокљуно
- Шило облокљуно
- Шило танкокљуно
- Шило зелено (лат. Syngnathus typhle)
- Шиљорепан (лат. Notacanthus bonapartei)
- Шкарам (лат. Sphyraena sphyraena)
- Шкрпина (лат. Scorpaena scrofa)
- Шкрпина ружичаста (лат. Scorpaena elongata)
- Шкрпун (лат. Scorpaena porcus)
- Шљука (лат. Macroramphosus scolopax)
- Шњур големи (лат. Trachurus picturatus)
- Шњурак (лат. Pseudocaranx dentex)
- Шпар
- Штрљун (лат. Acipenser sturio)
- Штукан (лат. Sphyraena sphyraena)

|  |  |  |  |  |  |  |  |  |  |  |  |  |  |  |  |  |  |  |  |  |  |  |  |  |  |  |  |  |  |